# Le Festin de Babette
Pour plus de détails, voir Fiche technique et Distribution.
Le Festin de Babette (Babettes Gæstebud) est un film danois réalisé par Gabriel Axel et sorti en 1987. Il est inspiré d'une nouvelle de Karen Blixen, extraite du recueil Skæbne-Anekdoter (Anecdotes du destin). Le film a obtenu l'Oscar du meilleur film en langue étrangère en 1988.
Dans un petit village au Danemark, au XIXe siècle, un pasteur luthérien autoritaire et possessif a deux jolies filles, Martine et Filippa. Chacune d'elles aura une histoire d'amour naissante mais sans lendemain : Martine avec Lorens, un jeune officier de passage ; Filippa avec Achille, un chanteur d'opéra en villégiature. Trente-cinq ans plus tard, les deux sœurs sont toujours célibataires et ont pris la suite de leur père à la tête de la petite communauté. Sur recommandation d'Achille, elles accueillent comme servante Babette, une Française ayant fui la guerre civile à Paris. Babette apprend le danois et la cuisine locale et servira humblement Martine et Filippa pendant quinze années, jusqu'au jour où elle apprend avoir gagné à la loterie.

## Synopsis
Au XIXe siècle, dans un petit village luthérien du Jutland, au Danemark, un pasteur charismatique et autoritaire dirige sa communauté par une vie pieuse et austère. Il a deux jolies filles, Martine et Filippa, dont il ne veut se séparer à aucun prix au grand dam des jeunes hommes du village. Lorens, un jeune officier envoyé trois mois dans la région pour punition, tombera follement amoureux de Martine, mais malgré tous ses efforts pour intégrer le cercle familial, il repartira seul. Le cœur brisé, il jurera de se consacrer uniquement à sa carrière militaire. Filippa sera, quant à elle, repérée par Achille Papin, un baryton français en villégiature, qui voit immédiatement en elle une future diva qui pourrait avoir tout Paris à ses pieds. Après plusieurs mois de cours particuliers et malgré les progrès, c'est Filippa qui met fin à leur relation naissante, à la grande satisfaction du pasteur.
Trente-cinq ans plus tard, le pasteur est mort et les deux sœurs sont toujours célibataires. Un soir de tempête, une femme frappe à leur porte, exténuée. C'est Babette, une Française qui leur demande refuge en proposant ses services de servante. Elle est recommandée par une lettre d'Achille Papin qui explique qu'ayant échappé à la répression du général Galliffet, elle a dû fuir la guerre civile de la Commune de Paris et qu'elle « sait faire la cuisine ». Martine et Filippa acceptent, même si elles n'ont pas les moyens de la payer. Babette a gardé, pour unique lien avec la France, un billet de loterie qu'une amie lui achète chaque année. Elle apprend le danois et la cuisine locale. Durant quinze années, elle va servir avec humilité les deux sœurs qui pourront ainsi se consacrer pleinement à l'aide des pauvres de la région.
Mais un jour, Babette reçoit une lettre de France : elle a remporté le gros lot, 10 000 francs. Elle propose alors de préparer elle-même un grand repas à la française pour la soirée anniversaire du centenaire du défunt pasteur. Il y aura douze convives, dont un invité de passage, Lorens, devenu général. Babette s'absente plusieurs jours pour préparer et faire venir les denrées nécessaires par bateau. Mais à quelques jours du dîner, Martine et Filippa réalisent que ce repas n'est pas du tout conforme à leur vie d'ascètes et en font des cauchemars. Il est trop tard pour reculer, alors la communauté décide unanimement que durant tout le repas, ils ne feront aucune remarque, ne diront aucun mot sur la nourriture absorbée. Une fois à table, Lorens découvre avec stupéfaction et émotion la qualité exceptionnelle des mets et des vins qu'on lui sert, et se permet d'exprimer pleinement et librement son émerveillement. Il raconte qu'autrefois, au Café Anglais à Paris, il a pu déguster exactement les mêmes plats, pourtant des créations originales d'une chef cuisinière renommée, lui avait-on dit.
Malgré leur réticence initiale, les convives apprécient vite le repas et sont peu à peu envahis de bien-être, le mélange des alcools aidant. Au moment du café, les tensions sont apaisées et tous se réconcilient. Lorens, lui, verra dans ce repas un message de grâce divine après toutes ces années où il pensait que ses choix avaient conduit sa vie entière à un échec.
Les deux sœurs remercient Babette du fond du cœur. Elles se sont préparées à son départ. Mais Babette leur annonce qu'elle reste : elle n'a plus d'attaches à Paris, et plus d'argent non plus, car elle a tout dépensé dans cet unique repas. 10 000 francs, c'est en effet le prix d'un repas pour douze au Café Anglais, où elle a travaillé comme chef, jadis.

## Fiche technique
- Titre français : Le Festin de Babette
- Titre original : Babettes Gæstebud
- Réalisation : Gabriel Axel
- Scénario et dialogues : Gabriel Axel, d'après une nouvelle de Karen Blixen
- Production : Just Betzer et Bo Christensen
- Costumes : Karl Lagerfeld, costumes de Stéphane Audran
- Musique : Per Nørgård
- Photographie : Henning Kristiansen
- Montage : Finn Henriksen
- Pays d'origine :  Danemark
- Langues originales : danois, suédois et français
- Genre : Drame et historique
- Durée : 102 minutes
- Dates de sortie :
  - France : mai 1987 (Festival de Cannes) ; 23 mars 1988 (sortie nationale)
  - Danemark : 28 août 1987
  - Belgique : 12 mai 1988 (Gand)

## Distribution
- Stéphane Audran : Babette Hersant
- Bodil Kjer : Filippa
- Birgitte Federspiel : Martine
- Jarl Kulle : le général Lorens Löwenhielm
- Jean-Philippe Lafont : Achille Papin
- Gudmar Wivesson (sv) : Lorens Löwenhielm (jeune)
- Ghita Nørby : la narratrice
- Erik Petersén : Erik, le jeune garçon qui sert le festin
- Ebbe Rode : Christopher « alléluia ! »
- Gert Bastian (da) : l'homme pauvre
- Viggo Bentzon : un pêcheur sur le bateau
- Hanne Stensgaard (da) : Filippa (jeune)
- Vibeke Hastrup (da) : Martine (jeune)
- Therese Hojgaard Christensen : Martha
- Pouel Kern (da) : le pasteur
- Cay Kristiansen (da) : Poul
- Lars Lohmann (da) : un pêcheur
- Tina Miehe-Renard : la femme de Löhenhielm
- Bibi Andersson : une dame de la cour suédoise
- Asta Esper Andersen (da) : Anna
- Thomas Antoni : le lieutenant suédois
- Lisbeth Movin : la veuve
- Finn Nielsen (da) : Kobmand
- Holger Perfort (da) : Karlsen
- Else Petersen (da): Solveig
- Bendt Rothe (da) : le vieux Nielsen
- Preben Lerdorff Rye (da) : le capitaine
- Axel Strøbye : le cocher
- Ebba With (da) : la tante de Löwenhielm
- Tina Kiberg : Filippa (voix chantée)

## Le menu
Le menu et les plats sont décrits dans la nouvelle de Karen Blixen, mais sans préciser ni la préparation ni les temps de cuisson. Pour le tournage, la préparation en a été confiée à Jan Cocotte-Pedersen, chef de cuisine du restaurant La Cocotte, à Copenhague. Les recettes ont été publiées par la suite, et plusieurs plats sont devenus des classiques internationaux.
Selon le scénario du film, Babette arrive au Danemark en 1871, année des événements de la Commune de Paris, et il s'écoule au moins quinze ans avant le fameux dîner qui se situerait donc vers 1886. Ceci permet de conclure[Interprétation personnelle ?] que le Clos-Vougeot servi avait environ 41 ans.
| Plats                                                   | Boissons                            |
| ------------------------------------------------------- | ----------------------------------- |
| Soupe de tortue géante                                  | Xérès amontillado                   |
| Blinis Demidoff (au caviar et à la crème)               | Champagne Veuve Clicquot 1860       |
| Cailles en sarcophage au foie gras et sauce aux truffes | Clos de Vougeot 1845 (41 ans d'âge) |
| Salade d'endives aux noix                               | Clos de Vougeot 1845 (41 ans d'âge) |
| Fromages                                                | Clos de Vougeot 1845 (41 ans d'âge) |
| Savarin et salade de fruits glacés                      |                                     |
| Fruits frais (raisins, figues, ananas...)               | Eau                                 |
| Baba au rhum                                            | Café                                |
|                                                         | Vieux marc Fine Champagne           |

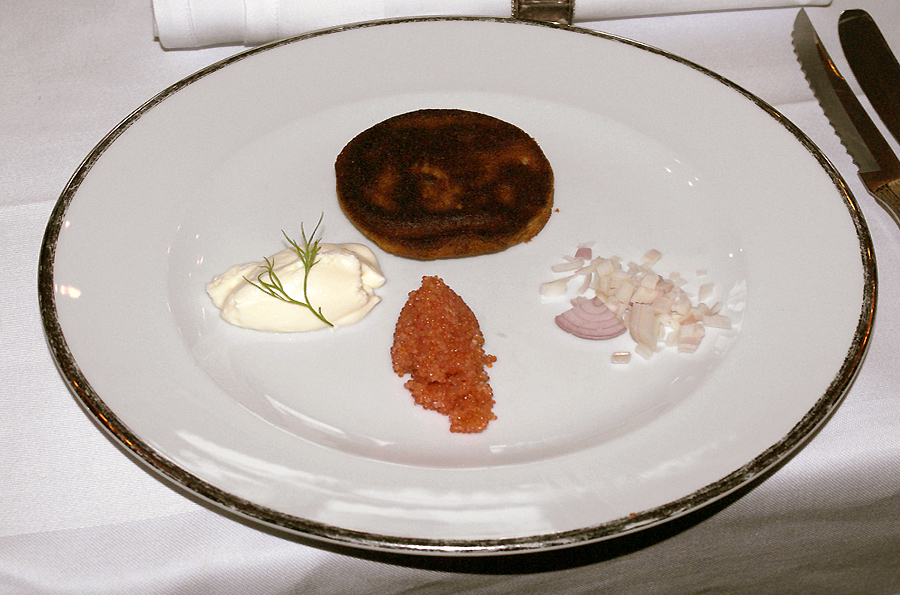
Blinis Demidoff
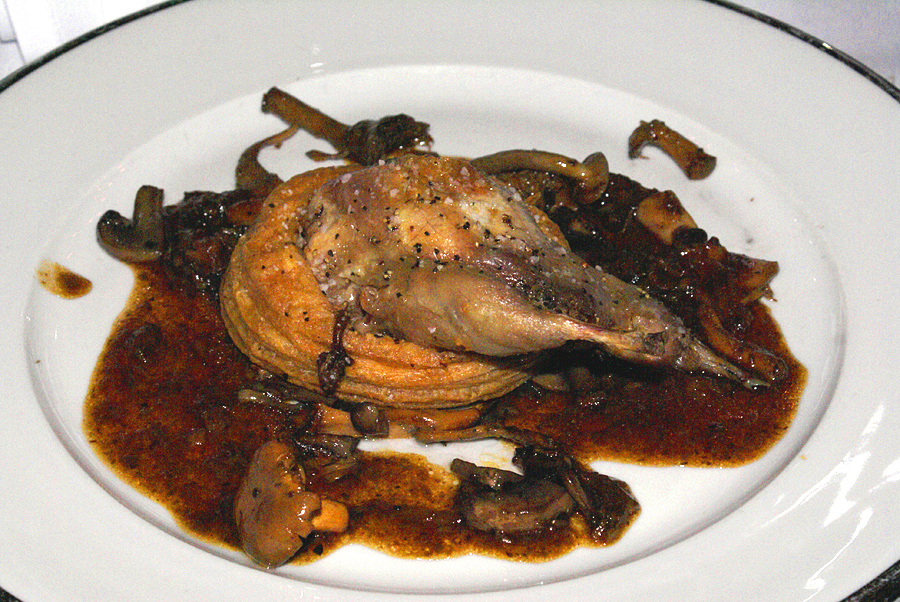
Cailles en sarcophage
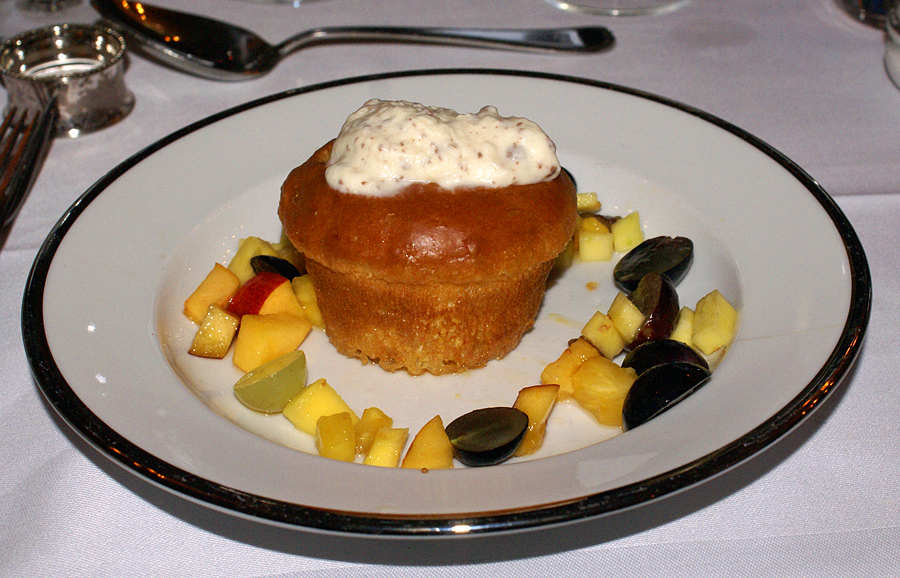
Baba au rhum

## Distinctions
- Le film est inscrit sur la liste des Canons de la culture danoise.
- Oscar du meilleur film en langue étrangère à la 60e cérémonie des Oscars en 1988.
- Nommé au Grand Prix de l'Union de la critique de cinéma en 1989.
- Nommé pour le César du meilleur film de l'Europe communautaire à la 14e cérémonie des César en 1989.
- Nommé dans la sélection Un certain regard du Festival de Cannes 1987[4].

## Commentaires
Le cinéaste, en allongeant la scène du festin, atténue la critique de l'auteur de la nouvelle envers le rigorisme des luthériens.
Ce repas va réconcilier les membres, déchirés par les conflits et les rivalités, de la petite communauté luthérienne où Babette a été accueillie. Il va aussi réconcilier des convives avec leur vie et guérir leur regret d'être passés à côté d'un grand amour. L'un d'eux aura le mot de la fin : « J'ai compris ce soir que tout était possible. »
Le pape François se réfère au film dans l'exhortation apostolique Amoris lætitia : « Il faut rappeler la joyeuse scène du film Le Festin de Babette, où la généreuse cuisinière reçoit une étreinte reconnaissante et un éloge : “Avec toi, comme les anges se régaleront !” ».